# حقل شاطر (رياضيات)
في الجبر المجرد، حقل شاطر (بالإنجليزية: Splitting field)‏ لمتعددة للحدود معاملاتها تنتمي إلى حقل، هو أصغر امتداد لهذا الحقل، حيث هذه المتعددة للحدود تُفكك.